# Billete de cien mil pesos colombianos
Los billetes de 100 000 pesos colombianos ($ 100 000) son actualmente los de mayor denominación que circulan en Colombia. Sus colores predominantes son el verde y el verde claro, y se presenta en un formato horizontal. Empezaron a circular el 31 de marzo de 2016.
Su diseño rinde homenaje al presidente colombiano Carlos Lleras Restrepo (1908-1994). En su reverso muestra el Valle de Cocora en Quindío y la Palma de Cera

## Diseño
Actualmente, este es el billete de mayor valor en circulación en Colombia. 
En el anverso, el billete rinde homenaje al expresidente Carlos Lleras Restrepo en cumplimiento de la Ley 1167 de 2007 e incluye una imagen del rostro y otra de cuerpo entero de la cual se proyectan dos sombras que contienen los seudónimos que él utilizaba como periodista: «EL BACHILLER CLEOFÁS PÉREZ» y «HEFESTOS». Al lado izquierdo del personaje de pie se aprecia la flor del sietecueros, el número 100 y el pájaro barranquero. En el reverso tiene una imagen del Valle de Cocora en Quindío y la Palma de Cera, árbol nacional de Colombia, además, en el anverso también se muestra el poema de Luis Vidales, alusivo a la palma de cera. Algunas de las características con las que cuenta este papel moneda son las tintas e hilos de seguridad con efectos de cambio de color y movimiento para que sea más sencillo detectar si es auténtico o no. Además la diferenciación de tamaños en las denominaciones y a la incorporación de elementos táctiles atenderán las necesidades de las personas con limitación visual.
| Emisión             | Imágenes | Imágenes | Dimensiones | Color | Color       | Descripción            | Descripción                                   |
| Emisión             | Anverso  | Reverso  | Dimensiones | Color | Color       | Anverso                | Reverso                                       |
| ------------------- | -------- | -------- | ----------- | ----- | ----------- | ---------------------- | --------------------------------------------- |
| 30 de junio de 2016 |          |          | 153 × 66 mm |       | Verde claro | Carlos Lleras Restrepo | Valle de Cocora en Quindío y la Palma de Cera |

## Características de seguridad
Los billetes de 100 000 pesos colombianos tienen las siguientes medidas de seguridad:
- En el anverso, la flor de sietecueros cambia de verde a azul y el círculo de color verde intenso presenta movimiento.
- Zonas en alto relieve ubicadas en el rostro del presidente Lleras, los textos de «Banco de la República», las firmas de los gerentes, algunas palmas y la denominación del billete en braille.
- A la luz ultravioleta, el billete muestra trazos fluorescentes en todo el billete. Además, el pecho del pájaro Barraquero se muestra con un naranja intenso.
- Las imágenes coincidentes del pájaro Barranquero y el texto «BRC», impresos parcialmente, y el rostro del presidente al costado izquierdo del billete se muestran con claridad al poner el billete a contra luz.
- Al lado izquierdo del anverso se descubre al trasluz el rostro del presidente Carlos Lleras Restrepo, con efecto tridimensional, y el número «100».
- En la franja color azul turquesa, al observar el billete en posición casi horizontal desde la esquina inferior derecha a la altura de los ojos, se descubre el texto «BRC».
- Al girar el billete, la parte central de la cinta de seguridad cambia de color fucsia a amarillo verdoso.

## Emisión y circulación
El Banco de la República informó que a finales de 2022, 325,5 millones de billetes de 100 000 pesos colombianos estaban en circulación en Colombia, que representan 32 550 682 millones de pesos colombianos.
| 2016    | 2017    | 2018      | 2019      | 2020      | 2021       | 2022       |  |
| ------- | ------- | --------- | --------- | --------- | ---------- | ---------- |  |
| 450 614 | 991 534 | 2 935 701 | 5 045 728 | 5 971 442 | 14 291 037 | 32 550 682 |  |

| 2016 | 2017 | 2018 | 2019 | 2020 | 2021  | 2022  |  |
| ---- | ---- | ---- | ---- | ---- | ----- | ----- |  |
| 4,5  | 9,9  | 29,4 | 50,5 | 59,7 | 142,9 | 325,5 |  |

## Medidas contra la falsificación
El director del Banco de la República de Colombia, José Darío Uribe, lanzó la campaña Billetes y monedas: valor y arte en 2010 para que los ciudadanos puedan detectar falsificaciones. A través de una serie de talleres, cajeros, comerciantes, conductores de servicios públicos, y en general, todos aquellos que pueden estar expuestos a recibir dinero falsificado fueron capacitados para reconocer el dinero falsificado. Al final de esta capacitación, recibieron como certificado una calcomanía para exhibir en su tienda y en sus cajas registradoras a fin de ahuyentar a los posibles traficantes de dinero falsificados. Según José Darío Uribe, «Las diversas campañas educativas que ha llevado a cabo el Banco de la República han reducido la cantidad de billetes falsos en Colombia». El Banco de la República recomienda reconocer los billetes falsos por el simple método de «Tocar, mirar y girar».